# ウェイン&ラニー クリスマスを守れ!
『ウェイン&ラニー クリスマスを守れ!』（ウェイン アンド ラニー クリスマスをまもれ!、原題：Prep & Landing）は、ウォルト・ディズニー・アニメーション・スタジオより制作された短篇3Dアニメーション映画。2009年12月8日にアメリカ合衆国より劇場公開された。
日本では、2010年12月3日18:00～18:30にディズニー・チャンネルで初放送される。

## 声の出演
※括弧内は日本語吹き替え
- ウェイン - デヴィッド・フォーリー（落合弘治）
- ラニー - デレク・リチャードソン（佐藤せつじ）
- マギー - サラ・チャルク（浅野まゆみ）
- サンタ - ウィリアム・モーガン・シェパード（村松康雄）
- ティミー - メイソン・ヴェール・コットン（小林由美子）
- ネイサン - デヴィッド・デルイーズ
- スラッシャー - ヘイズ・マッカーサー

## 受賞リスト
- 2009年アニー賞 - 最優秀アニメ賞
- 2009年アニー賞 - キャラクターデザイン賞
- 2009年アニー賞 - 美術賞
- 2010年エミー賞 - 最優秀アニメ番組賞